# جامو وكشمير (ولاية أميرية)
كانت جامو وكشميرمن عام 1846 حتى عام 1947 ولاية أميرية في الراج البريطاني تحكمها سلالة Jamwal Rajput Dogra، تأسست الدولة في عام 1846 في المناطق التي كانت تحكمها إمبراطورية السيخ سابقًا، حيث قامت شركة الهند الشرقية بعد حرب الأنجلو السيخ الأولى بنقل وادي كشمير، وجامو، ولداخ، وغلغت-بلتستان من السيخ، إلى رجا جولاب سينغ مقابل الحصول على تعويض قدره 7،500،000 روبية ناناكشيهية.

## الحكام
| #  | الاسم                      | الفترة    |
| -- | -------------------------- | --------- |
| 1. | جولاب سينغ                 | 1846-1857 |
| 2. | رانبير سينغ                | 1857-1885 |
| 3. | براتاب سينغ                | 1885-1925 |
| 4. | هاري سينغ                  | 1925-1948 |
| 5. | كاران سينغ (Prince Regent) | 1948-1952 |

## أعلام
- أنور شاه الكشميري
- تشودري غلام عباس